# Antonios Papadopoulos
Antonios Papadopoulos (* 10. September 1999 in Stuttgart) ist ein deutsch-griechischer Fußballspieler. Er ist variabel im Mittelfeld einsetzbar, kann aber auch als Innenverteidiger spielen und steht beim FC Lugano unter Vertrag.

## Laufbahn
Papadopoulos spielte in der Jugend beim FSV Waiblingen, bei den Stuttgarter Kickers und beim SC Weinstadt, ehe er im Juli 2015 in die Nachwuchsabteilung des VfR Aalen wechselte. Dort spielte Papadopoulos unter anderem für die U19 und war deren Kapitän in der A-Junioren-Oberliga. Aufgrund des recht kleinen Kaders trainierte er aber immer wieder mit den Profis und war bei Bedarf auch Teil von deren Mannschaft.
Am 12. August 2017 kam Papadopoulos im Zweitrunden-Spiel des Württembergischen Verbandspokals beim VfL Pfullingen erstmals für die Drittligamannschaft zum Einsatz und spielte direkt 90 Minuten durch. In der Saison 2018/19 hatte der Mittelfeldspieler das Nachsehen gegenüber Patrick Funk, Mart Ristl sowie Lukas Lämmel, in der Innenverteidigung waren es hingegen Torben Rehfeldt, Royal-Dominique Fennell und Thomas Geyer. Papadopoulos wurde erst in der Rückrunde häufiger berücksichtigt und konnte ein Tor vorbereiten, am Saisonende stand für Aalen allerdings der Gang in die Regionalliga an.
Nach dem Abstieg des VfR wechselte der Defensivspieler zum in der 3. Liga verbliebenen Halleschen FC, wo er einen bis Juni 2021 gültigen Vertrag erhielt. Nach einer guten Hinserie stürzte Papadopoulos mit dem Team in der Rückrunde ab, ab dem 18. Spieltag folgte eine 13 Partien andauernde Sieglosserie. Nach 13 Zählern aus den letzten acht Spielen gelang aber dem Deutschgriechen, der auch bei den Sachsen-Anhaltinern variabel im Mittelfeld eingesetzt wurde, mit dem Team der Klassenerhalt. Nach der Trennung von Kapitän Jan Washausen eroberte sich Papadopoulos einen Stammplatz im defensiven Mittelfeld, wo er häufig mit dem neuen Spielführer Jonas Nietfeld eine „Doppelsechs“ bildete. Mit Halle erreichte er einen ungefährdeten 9. Platz, kassierte mit der Mannschaft jedoch auch die viertmeisten Gegentreffer.
Zur Saison 2021/22 wechselte Papadopoulos zur zweiten Mannschaft von Borussia Dortmund, die zuvor in die 3. Liga aufgestiegen war. Da während der Sommervorbereitung diverse EM-Teilnehmer fehlten, darunter die Innenverteidiger Manuel Akanji und Mats Hummels, absolvierte Papadopoulos diese unter deren neuem Trainer Marco Rose mit der ersten Mannschaft. In den meisten Testspielen bildete der Defensivspieler gemeinsam mit Lennard Maloney, der ebenfalls von der U23 rekrutiert worden war, die zentrale Verteidigung. Da Hummels beim 3:0-Sieg in der ersten Runde des DFB-Pokals gegen den Drittligisten SV Wehen Wiesbaden weiterhin nicht zur Verfügung stand, spielte Papadopoulos neben Akanji in der Innenverteidigung. Teamintern hatte der Aushilfsverteidiger die zweitmeisten Ballkontakte und fing die meisten gegnerischen Bälle ab. Eine Woche später folgte sein Debüt in der Bundesliga als Einwechselspieler. Papadopoulos beendete die Spielzeit mit 26 Drittliga- und zwei Bundesligaeinsätzen.
Auch in der Saison 2022/23 ist Papadopoulos vorwiegend für die Drittligamannschaft eingeplant. Ende August 2022 verlängerte er seinen Vertrag bis zum 30. Juni 2024. Anfang Oktober 2022 debütierte er unter Edin Terzić als Einwechselspieler in der Champions League. Im Sommer 2024 verließ er Dortmund und wechselte zum Schweizer Erstligisten FC Lugano, wo er einen Vertrag bis 2027 unterschrieben hat.